# Dinastia dos cometópulos

Império Búlgaro no tempo de Samuel r.

A dinastia dos cometópulos (em búlgaro:  Династия на комитопулите; em grego:  Κομητόπουλοι) foi a última dinastia real do Primeiro Império Búlgaro, reinando de c. 976 até a queda da Bulgária frente ao Império Bizantino em 1018. O membro mais notável da dinastia, o czar Samuel é famoso por ter resistido às investidas bizantinas por mais de quarenta anos. Por vezes, o reino dos cometópulos é chamado de Reino Búlgaro Ocidental ou "Império Búlgaro Ocidental".

## Origem e membros
O nome real da dinastia é desconhecido e "cometópulos" é meramente o nome pelo qual os historiadores bizantinos faziam referências aos governantes da dinastia, pois seu fundador, o boiardo Nicolau, era um conde (governador, em grego:  Κóμης, vinda do latim; em búlgaro:  Комита - komita), provavelmente da região de Sredets (Sófia). De acordo com algumas fontes, a dinastia era de origem armênia. Em 969 e depois da conquista russo-bizantina da Bulgária Oriental, o conde Nicolau assumiu o controle das terras búlgaras a oeste dos rios Iskar e Estrimão. Na época da conquista bizantina de Preslava e a deposição do czar Bóris II em 972, Nicolau foi assassinado e o governo passou para os seus quatro filhos, Davi, Aarão, Moisés e Samuel (Samuil). David liderava a defesa da região sudoeste e morava em Prespa; Moisés, do sudeste e morava em Estrúmica; Aarão governava a região de Sredets enquanto que Samuel estava encarregado do norte da Bulgária, com sua capital em Vidin.
David e Moisés perderam suas vidas logo no início - David assassinado por nômades valáquios e Moisés durante o cerco de Serres. Um conflito irrompeu entre Samuel e Aarão conforme este último se tornava mais e mais pró-Bizâncio até que, em 14 de junho de 976, Aarão foi executado perto de Dupnitza. Posteriormente, no mesmo ano, o deposto Bóris II e seu irmão, Romano I, conseguiram escapar da prisão em Constantinopla e chegaram até a fronteira búlgara, Bóris foi morto por engano pela guarda de fronteira. Como resultado, Romano é quem foi coroado como czar búlgaro, ainda que poder de fato e o controle do exército estivessem nas mãos de Samuel.

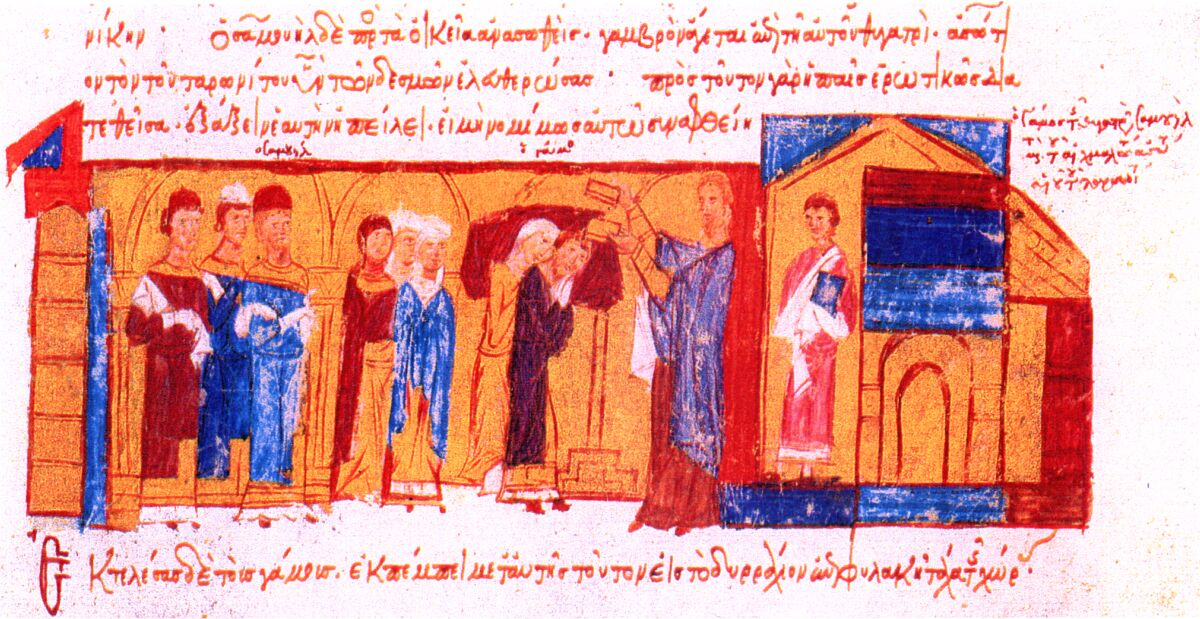
Casamento de Miroslava, filha de Samuel.
Iluminura no manuscrito Escilitzes de Madri

Samuel se mostrou um líder vitorioso, infligindo uma séria derrota aos bizantinos comandados pelo imperador Basílio II Bulgaróctono nas Porta de Trajano e retomando o nordeste da Bulgária. Suas campanhas expandiram as fronteiras da Bulgária até a Tessália e Epiro e, em 998, ele conquistou o principado de Dóclea. No ano anterior, ele já havia sido proclamado imperador da Bulgária após a morte do governante legítimo, Romano. Após a morte de Samuel, em 1014, a coroa passou para o seu filho, Gabriel Radomir (r. 1014–1015), que, no ano seguinte, foi assassinado pelo seu primo e filho de Aarão, João Vladislau. Com a morte deste em 1018, terminou também o Primeiro Império Búlgaro e se consolidou a conquista bizantina da Bulgária, ainda que alguns nobres e o exército tenham se juntado a Presiano II, filho de João Vladislau, como sucessor. Ele e seus irmãos Arão e Alusiano lideraram uma determinada oposição à conquista bizantina baseada na montanha de Tomor em 1018. Eventualmente, todos foram forçados a se render e acabaram integrados à corte em Constantinopla. Uma tentativa de restaurar a independência búlgara ocorreu vinte anos depois na Revolta de Pedro Deliano (r. 1040–1041), filho de Gabriel Radomir. Ele, auxiliado por seu primo Alusiano, organizou uma revolta e conseguiu expulsar os bizantinos de Ocrida por um breve período, mas acabou traído por Alusiano, que recebeu para si e para seus filhos, títulos e terras no Império Bizantino.

## Árvore genealógica
Após a queda da Bulgária, os descendentes de Samuel assumiram importantes cargos na corte bizantina após terem sido realocados e recebido terras na Ásia Menor e na Armênia. Uma de suas netas, Catarina, se tornou imperatriz. Outro neto, Pedro Deliano, liderou uma tentativa de restaurar o Império Búlgaro. Duas outras mulheres da dinastia se tornaram também imperatrizes, enquanto que muitos nobres serviram no exército como estratego ou se tornaram governadores de províncias.

## Nomenclatura
Tem havido um debate entre os historiadores no qual alguns enxergam que o Reino dos Cometópulos teria sido uma entidade distinta do Primeiro Império Búlgaro. Os cometópulos mantiveram o título de "Imperador dos Búlgaros", mas alguns aspectos que emergiram durante seu reinado fizeram de seu reino algo diferente do Império Búlgaro. Seus centros de poder (Escópia, Ocrida, Prespa e Bitola) se localizavam no que hoje chamamos de região da Macedônia, mas que, naquela época, era uma província do Primeiro Império Búlgaro chamada Cutmichevitsa. O bizantinista George Ostrogorsky discute o assunto e conclui que para seus criadores e para os bizantinos, tratava-se simplesmente de mais um reino búlgaro, mas, por diversos fatores políticos, geográficos e religiosos, ele chama o estado deles de "Império Macedônio". Outros autores também o chamam de "Império Búlgaro Ocidental", mas a maior parte dos acadêmicos vêem a dinastia como uma continuação direta do Primeiro Império. Porém, na República da Macedônia, a historiografia oficial se refere a ele como "Império Eslavo-macedônio", mas esta visão é uma forma de um ultrapassado nacionalismo contemporâneo.